# Oberpfälzische Kreisausstellung

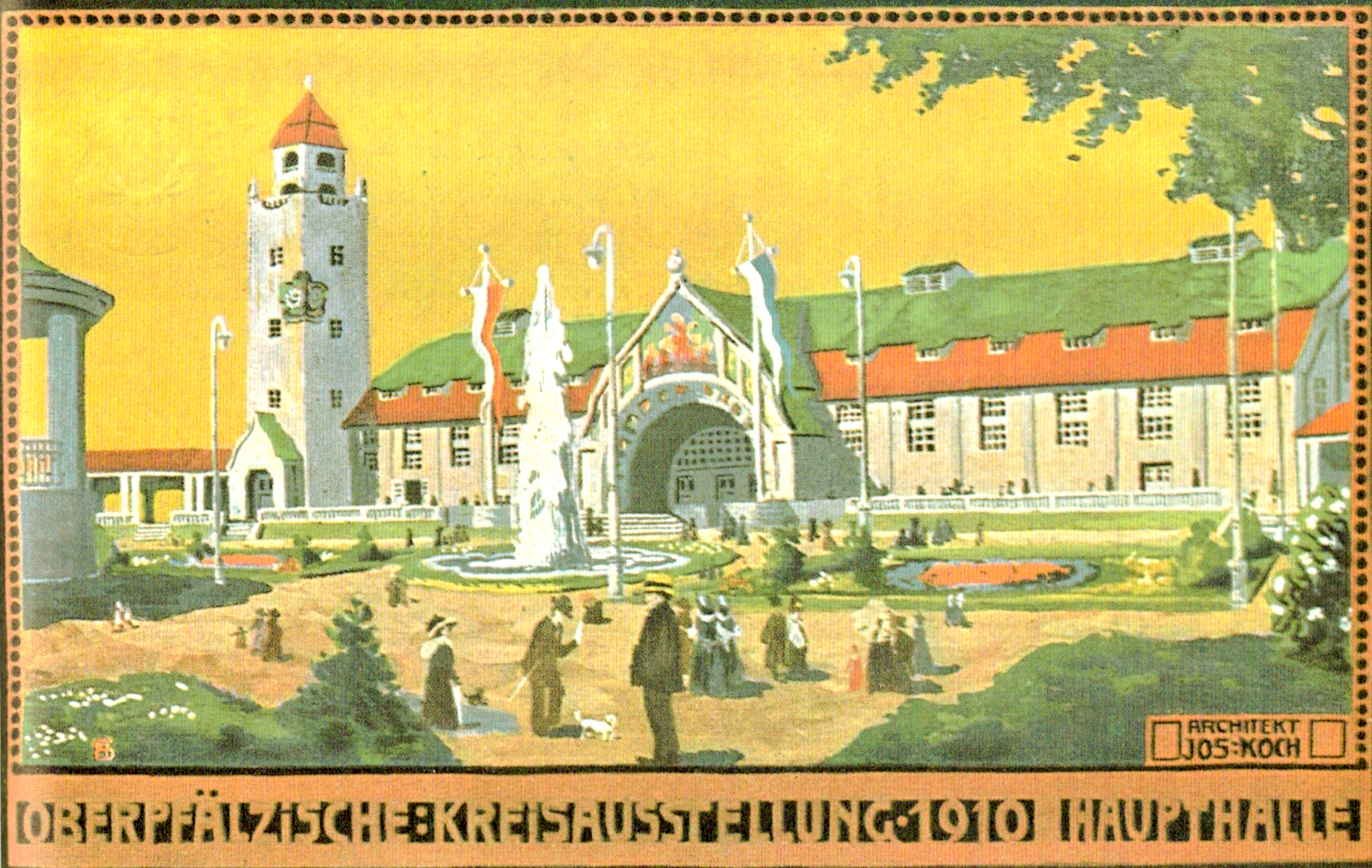
Zeichnung der Haupthalle der Oberpfälzer Kreisausstellung

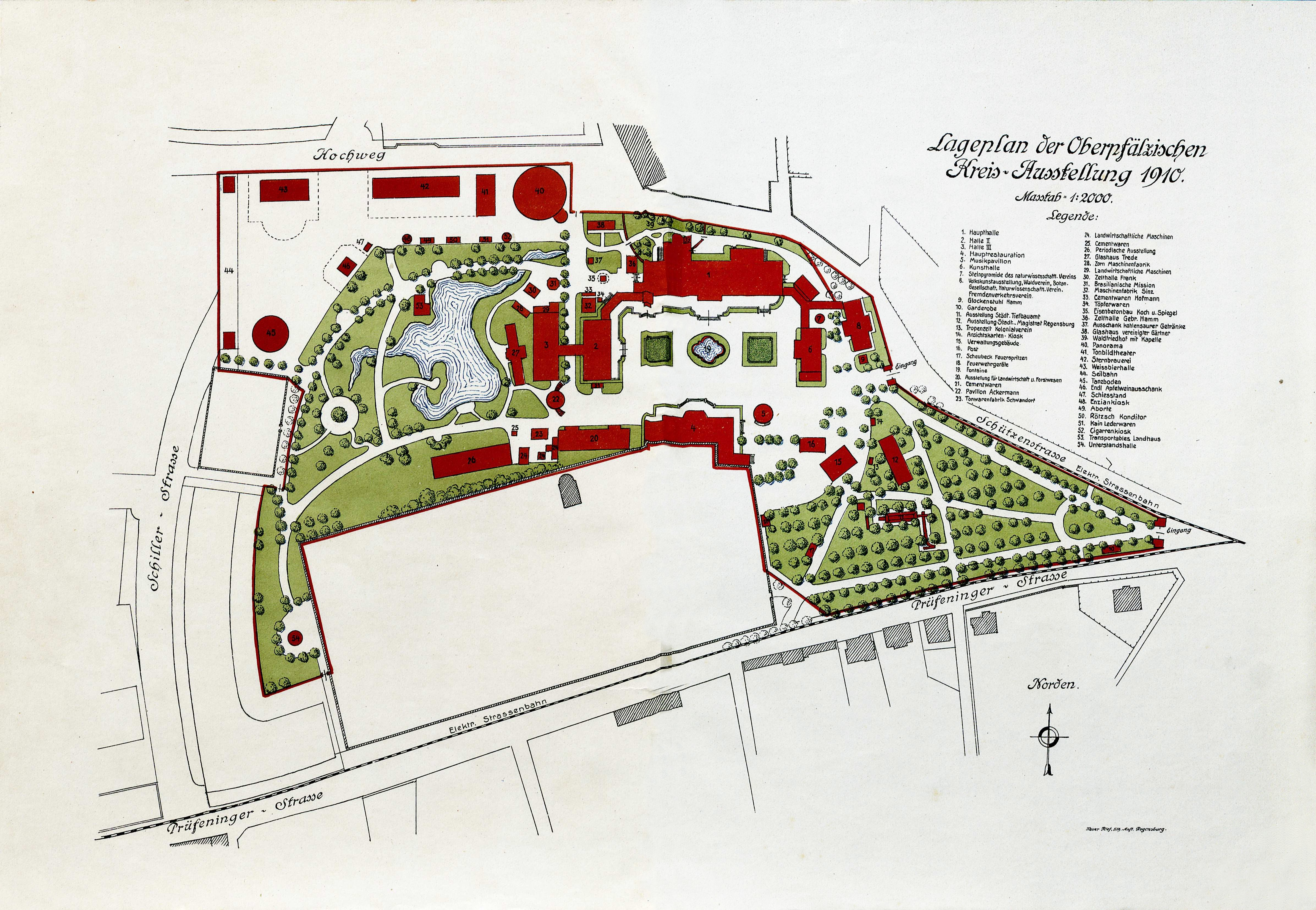
Lageplan der Oberpfälzer Kreisausstellung

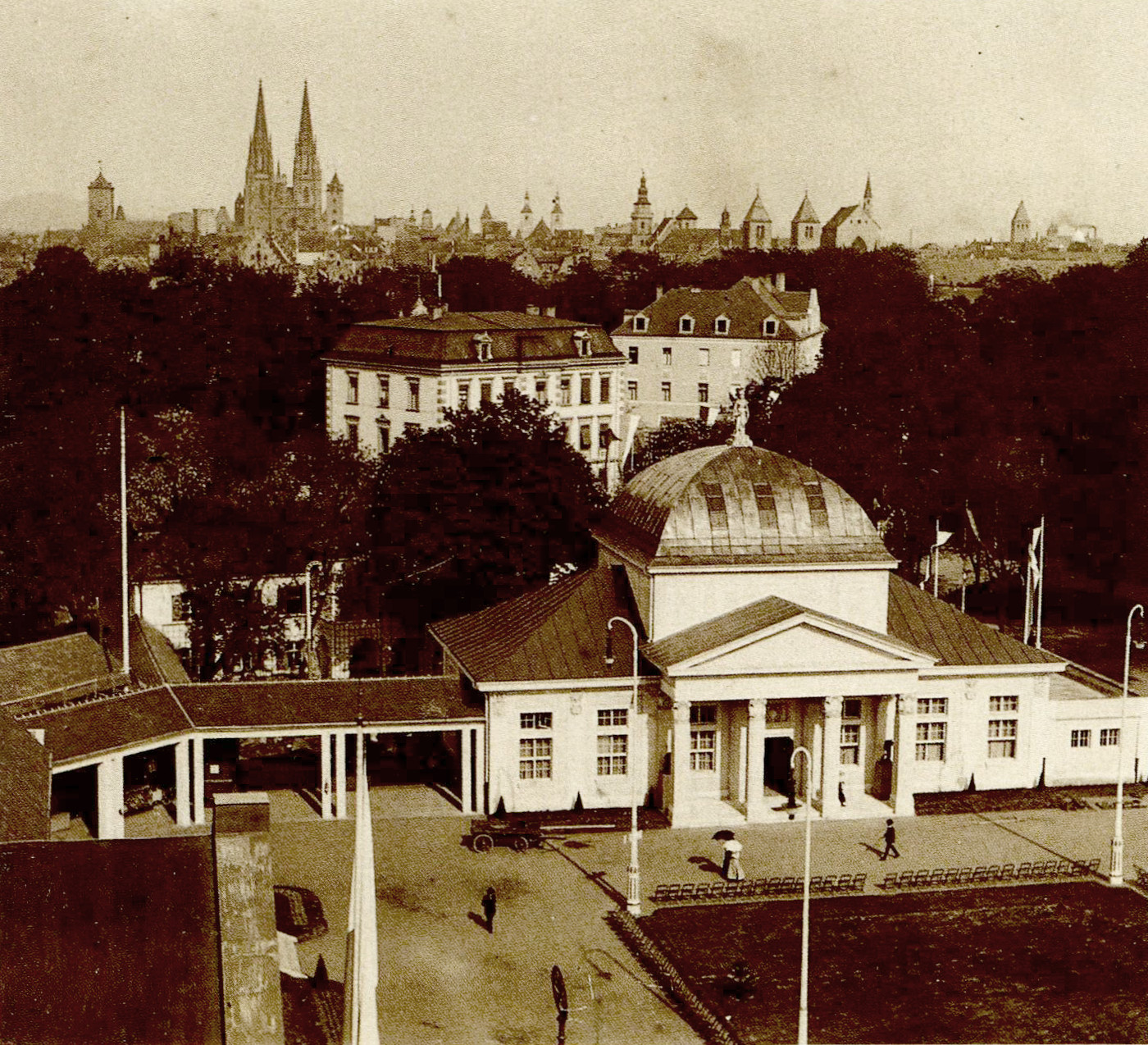
Kunsthalle

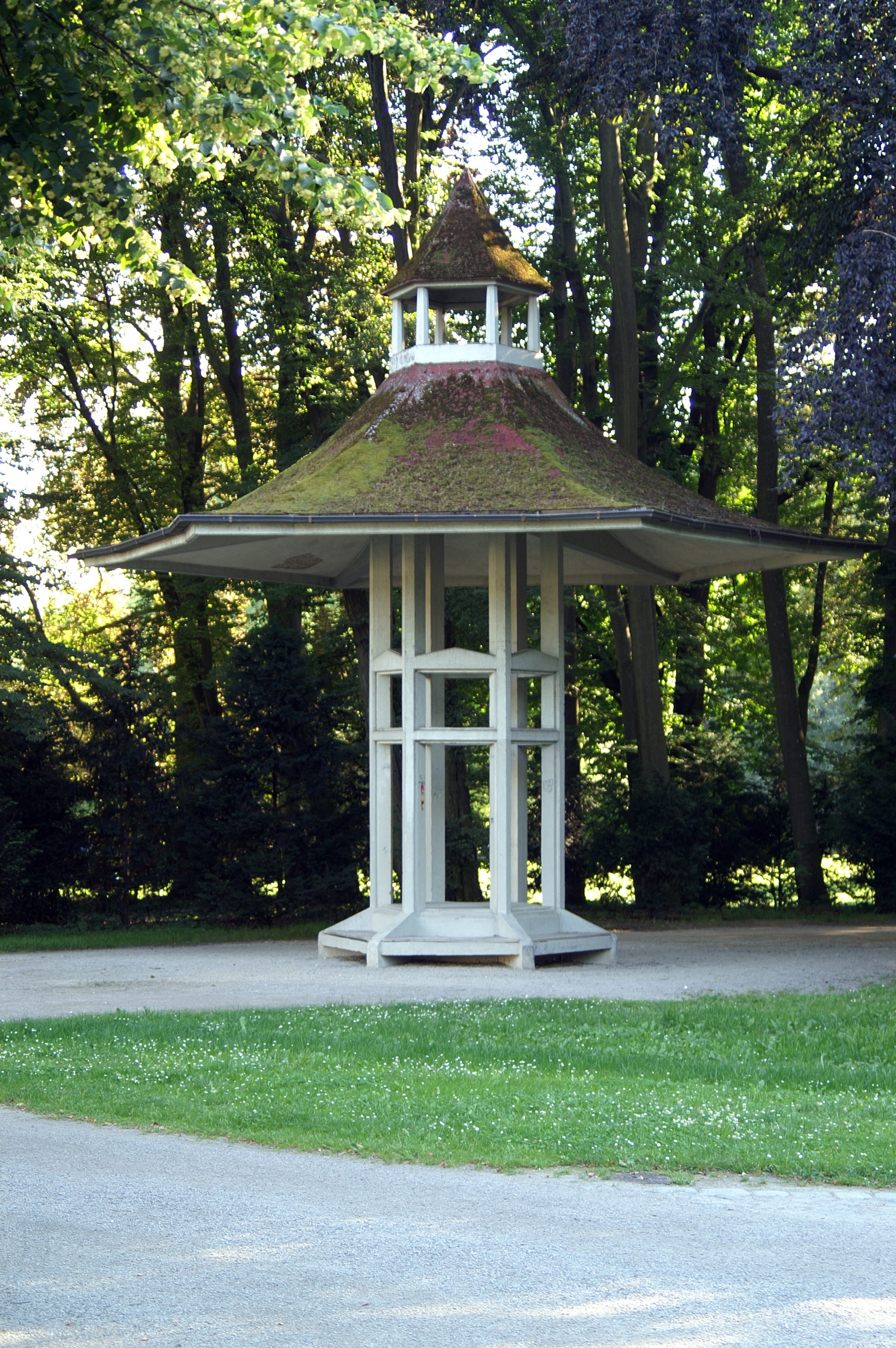
Erhaltener Pavillon

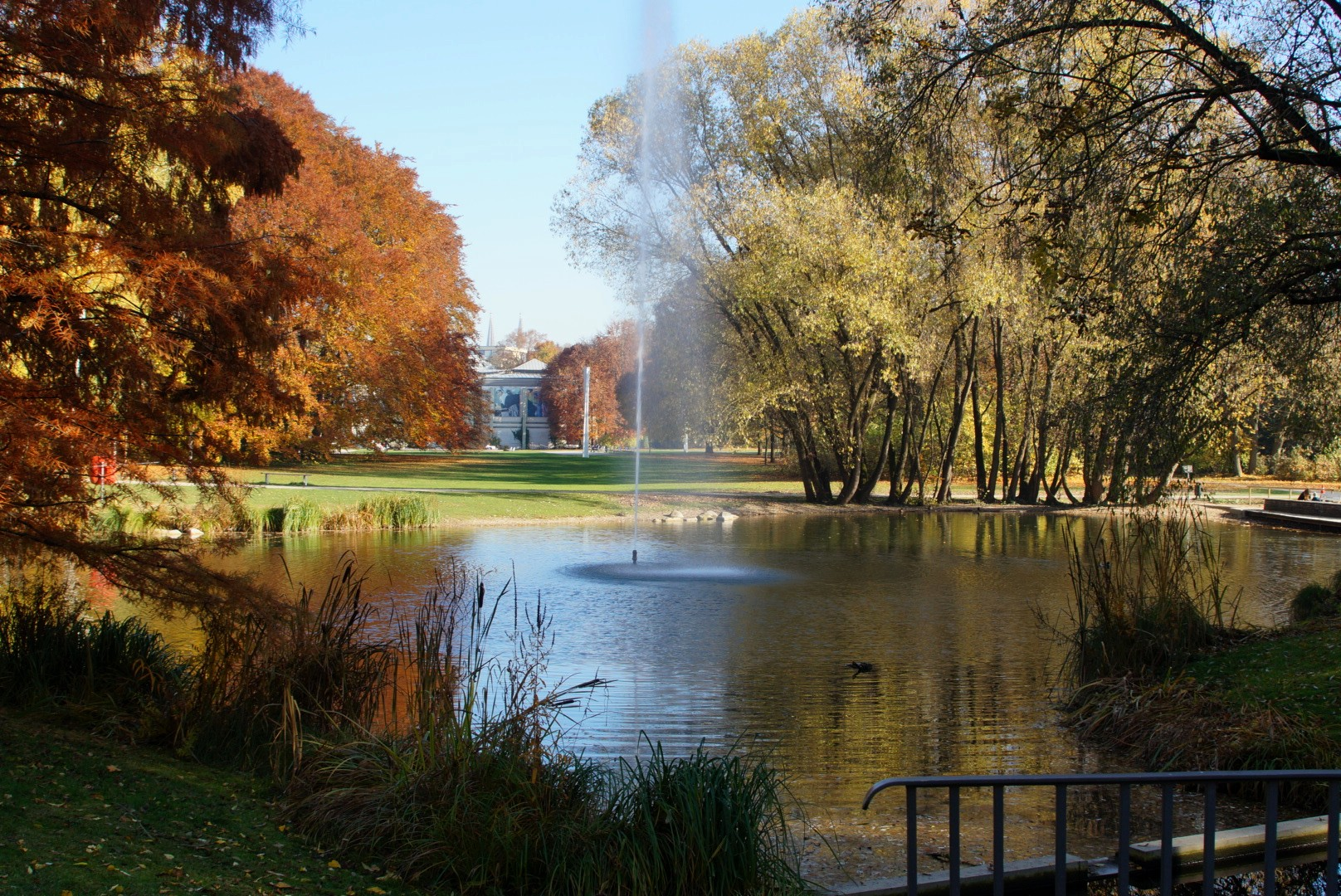
Heutiges Gelände

Die Oberpfälzische Kreisausstellung war eine einmalig stattfindende, mehrmonatige Leistungsschau, welche 1910 in Regensburg stattfand.

## Vorgeschichte
In Anlehnung an die großen Welt- und Gewerbeausstellungen der damaligen Zeit wurde die Idee geboren, eine Leistungsschau mit Oberpfälzer Produkten aus Industrie, Gewerbe und Landwirtschaft in Regensburg zu veranstalten. Als signifikanter Termin diente das Jubiläum der 100-jährigen Zugehörigkeit der Stadt Regensburg zum Königreich Bayern. Dafür wurde 1903 eine Planungskommission unter der Federführung von Hermann Geib ins Leben gerufen. Für das epochale Ereignis wurde ein 96.327 Quadratmeter umfassendes Gelände auserkoren, welches unter dem Namen „Unter den Linden“ im Westen der Stadt bekannt war und früher einen Schießplatz und einen Kleinen Exerzierplatz der berittenen Bürgerkompanie beherbergte. Für die Bauplanung zuständig war der Architekt, Max Schultze in Zusammenarbeit mit dem Stadtbaumeister Adolf Schmetzer. 1906 wurde für 21.000 Mark von den Organisatoren der Kreisausstellung eine Festhalle in München gekauft, welche bei dem XV. Deutschen Bundesschießen verwendet wurde. Sie wurde vor Ort zerlegt, nach Regensburg transportiert und dort leicht verändert wieder aufgebaut. Flankierend dazu wurden 15 neue Gebäude erbaut. Unter anderem wurde ein Hauptportal, mit Kassenschalter und Straßenbahnanschluss, ein Aussichtsturm (Architekt Joseph Koch), eine Kunsthalle und drei weitere Ausstellungshallen, ein Restaurationsgebäude (Architekt Heinrich Hauberrisser), ein Musikpavillon und eine Fahrrad- und Feuerwehrhalle errichtet. Die meisten der Gebäude wurden lediglich in verblendeter Holzbauweise errichtet. Das verbleibende Außengelände wurde als Parklandschaft umgestaltet.

## Kreisausstellung
Am 11. Mai 1910 wurde die Ausstellung eröffnet. Gewerbeschulen, Vereine, Handwerker, Architekten und viele Branchen zeigten ihre Vielfalt, ihre Traditionen und Visionen auf technischem, künstlerischem und wirtschaftlichem Gebiet. Umzüge und ein für diese Veranstaltung konzipiertes Festspiel „Ratisbona“ des Stadttheaters zeugten vom Stolz der Bürger auf ihre Region und von der Aufbruchsstimmung, die die gesamte Oberpfalz erfasste. Das Ausstellungskonzept fand eine hohe Würdigung durch den Prinzregenten Luitpold, den Schirmherrn Fürst Albert von Thurn und Taxis und durch zahlreiche prominente Gäste aus dem In- und Ausland. Die Kreisausstellung schloss am 24. September 1910 ihre Pforten.

## Nachwirkung
Die Gesamtkosten der Veranstaltung betrugen 508.470,79 Mark. Trotz hoher Einnahmen, wie beispielsweise durch 20.000 verkaufter Dauerkarten betrug das Defizit 30.000 Mark. Dafür brachte die Kreisausstellung eine enorme Aufwertung des Selbstwertgefühls der Oberpfälzer mit sich, deren Bedeutung zuvor als wirtschaftlich gering und politisch auch eher untergeordnet eingestuft worden war. Das größte und prunkvollsten Ausstellungsstück, eine neun Mal drei Meter große Glasmalerei, von Regensburger Hofglasmalereianstalt Schneider ist erhalten. Es wurde in den 2000er Jahren im Auftrag der städtischen Museen restauriert. Die Haupthalle wurde bis zur Zerstörung auch als Stadthalle genutzt. Die provisorisch errichteten Gebäude wurden abgetragen und das komplette Außengelände wurde als weitläufiger Park umgestaltet.

## Heutiges Gelände
Durch Bombenangriffe im Zweiten Weltkrieg auf die nahegelegene Teerfabrik wurden einige Gebäude durch Fehlwürfe schwer beschädigt und mussten später abgerissen werden. Heute sind noch einige Verwaltungsgebäude der ehemaligen Ausstellung und die Kunsthalle (heute: Kunstforum Ostdeutsche Galerie) erhalten. Das Gelände wird heute als Stadtpark genutzt.

## Gedenkausstellung
Unter der Federführung von German Bauer fand unter dem Motto: Tradition und Aufbruch im Historischen Museum in Regensburg vom 21. Mai bis zum 29. August 2010 eine Sonderausstellung statt. Mit zahlreichen Exponaten wurde ein Eindruck des vor genau 100 Jahren stattgefundenen Ereignisses vermittelt.